# Električni kondenzator
Električni kondenzator (njem. Kondensator, prema lat. condensare: zbiti, zgusnuti) je dio (element) električnoga strujnoga kruga kojemu je osnovno svojstvo sposobnost pohrane energije u obliku električnoga naboja razdvojenoga priključenjem električnoga napona između dviju vodljivih ploha (elektrode), međusobno odvojenih nevodljivim slojem (električni izolator ili dielektrik). Ta se sposobnost naziva električni kapacitet. 
Električni kapacitet kondenzatora razmjeran je dielektričnoj permitivnosti ε izolatora i to je veći što je veća površina elektroda te što je manji razmak među njima. Tako na primjer kapacitet pločastog električnog kondenzatora C:
{\displaystyle C=\varepsilon _{0}\cdot \varepsilon _{r}\cdot {\frac {S}{d}}=\varepsilon \cdot {\frac {S}{d}}\,}
gdje je: ε0 - dielektrična konstanta vakuuma, εr -  - relativna dielektrična permitivnost, to jest relativna dielektrična konstanta koja ovisno o svojstvima materijala odlučuje koliko će puta kapacitet kondenzatora s nekim dielektrikom između ploča biti veći od kapaciteta kondenzatora kod kojeg se između ploča nalazi vakuum, ε - dielektrična permitivnost (ili samo permitivnosti) tvari, S - površina dviju jednakih velikih metalnih ploča i d - udaljenost između metalnih ploča. 
Električni kondenzatori se razlikuju prema vrsti električnog izolatora (na primjer zrak, tinjac, ulje, papir, plastika, staklo, keramika), te po obliku i izvedbi elektroda. U nekim se izvedbama elektrode mogu pomicati, čime se mijenja električni kapacitet (promjenljivi kondenzatori). Vrlo su velikih električnih kapaciteta kondenzatori s vodljivom otopinom (elektrolit), na granici koje se uz elektrodu kemijski stvara vrlo tanak izolacijski sloj. Na tom se načelu temelje i elektrokemijski kondenzatori vrlo velikih kapaciteta – superkondenzatori. Kondenzatori se uvelike koriste u električnim strujnim krugovima: od energetskih krugova, preko titrajnih krugova za bežični prijenos signala, do integriranih krugova, gdje električni kondenzator čini mikrometarski tanak nevodljiv sloj između dvaju vodljivih slojeva poluvodiča. Prvi opisani električni kondenzator, nazvan Leidenska boca (1745.), svojom sposobnošću pohrane električne energije potaknuo je razvoj pokusa s elektricitetom, dok je snažna iskra nastala njegovim izbijanjem dala naslutiti potencijal tada novog oblika energije.
Električni kondenzator (u elektrotehnici samo kondenzator) spremnik je statičkog elektriciteta i energije električnog polja koje nastaje u prostoru između dva električki vodljiva tijela zbog razdvajanja električnog naboja. Karakteristična veličina kondenzatora je električni kapacitet C koji se izražava u faradima (F). Kako je kapacitet od 1 farada vrlo velik, kondenzatori koje susrećemo u praksi imaju mnogo manje kapacitete, reda veličine 1 pF – 10 mF. U elektrotehnici i elektronici (gdje je kondenzator pasivna komponenta) postoji potreba za velikim rasponom kapaciteta i drugih radnih svojstava (probojni napon, faktor gubitaka, tolerancija, dimenzije, temperaturna stabilnost), pa se proizvode tehnološki različite vrste kondenzatora, na primjer s folijama od različitih polimera, keramički, elektrolitski i tako dalje. Za potrebe ugađanja titrajnih krugova, izrađuju se kondenzatori promjenjivog kapaciteta, jer se uz nepromjenjiv induktivitet promjenom kapaciteta mijenja rezonantna frekvencija titrajnog kruga. Ovi kondenzatori mogu biti namijenjeni učestalom podešavanju kapaciteta (na primjer, za promjenu prijamne frekvencije u radioprijamniku) ili za jednokratno podešavanje rezonantne frekvencije titrajnog kruga – tada ih nazivamo polupromjenjivi ili trimer-kondenzatori. Električni kondenzator tvore dva metalna tijela nabijena raznoimenim nabojima istog iznosa.

## Energija električnog polja odnosno nabijenog kondenzatora
Dovodimo li nekom električnom vodiču male električne naboje dQ, to će sa svakim nabojem rasti količina elektriciteta, a time i električni potencijal V. Time se energija električnog polja nabijenog vodiča može dobiti:
{\displaystyle W=\int _{0}^{Q}V(q)\cdot \mathrm {d} q=\int _{0}^{Q}{\frac {q}{C}}\cdot \mathrm {d} q={1 \over 2}\cdot {Q^{2} \over C}={1 \over 2}\cdot C\cdot V^{2}={1 \over 2}\cdot V\cdot Q}
Kako je električni kapacitet pločastog kondenzatora:
{\displaystyle C=\varepsilon _{0}\cdot \varepsilon _{r}\cdot {\frac {S}{d}}=\varepsilon \cdot {\frac {S}{d}}\,}
onda je energija pločastog kondenzatora odnosno električnog polja:
{\displaystyle W=\varepsilon _{0}\cdot \varepsilon _{r}\cdot S\cdot {\frac {V^{2}}{2\cdot d}}\,}

## Vrste kondenzatora
Kondenzatore većeg električnog kapaciteta možemo dobiti:
- povećanjem površine ploče,
- smanjenjem razmaka između ploča,
- stavljanjem dielektrika između ploča.

Najpoznatije vrste kondenzatori su: Laydenska boca, kondenzatori promjenjivog kapaciteta, blok kondenzatori, uljni kondenzatori, elektrolitski kondenzatori, kondenzatori na pritisak.

### Leidenska boca
Leidenska boca je s vanjske i unutarnje strane obložena do određene visine slojem staniola (tanki srebrnasti listovi ili folije kositra, proizvedeni valjanjem) ili aluminija. Ona ima mali kapacitet do 10-8 F, pa može podnijeti veliki električni napon. 

### Kondenzatori promjenjivog kapaciteta
Ti su kondenzatori izrađeni na osnovi da kapacitet kondenzatora raste s površinom uzajamnog prekrivanja ploča, gdje je dielektrik zrak. To je na primjer potrebno kod radio aparata. Traženje stanica vrši se okretanjem osovine kondenzatora, dakle promjenom kapaciteta. Neparne su pločice nepokretne a parne pokretne. Okretanjem osovine parne pločice više ili manje ulaze u razmake nepokretnih pločica. Zbog toga se površina kondenzatora mijenja, a time i kapacitet. Uvlačenjem pokretnih pločica povećava se kapacitet, a izvlačenjem se smanjuje. Najveći kapacitet takvih kondenzatora je 10-3 μF. 

### Blok kondenzatori
Blok kondenzatori su kondenzatori stalnog kapaciteta. Mnogo se upotrebljavaju u radio tehnici, a ima ih različitih izvedbi. Obično su izrađeni tako da se izmjenjuju metalna obloga od staniola i izolator od parafiniranog papira. Sve parne obloge vezane su zajedno i čine jednu ploču kondenzatora, a sve neparne drugu. Da ne bi vlažnost zraka utjecala na izolaciju, blokovi se često zaliju parafinom ili smolom. Osim toga blokovi se rade i na taj način da se dvije metalne trake, između kojih se nalazi izolator, namataju na male valjke. Cijeli je blok zaliven smolom,  a s vanjske strane oblijepljen papirom ili tankim slojem trolitula, specijalnog laka. 

### Uljni kondenzatori
Uljni kondenzatori se rade za veće električne napone, te su stavljeni radi zaštite od vlage i promjene temperature u ulje. 

### Elektrolitski kondenzatori
Elektrolitski kondenzator se sastoji od dvaju aluminijskih slojeva koji se nalaze u vodenoj otopini boraksa i borne kiseline. Kod priključka kondenzatora na električni napon pozitivna se obloga prevuče s približno 100 μm debelim slojem Al(OH)3, koji čini dielektrik. Zbog tankog sloja dielektrika kapacitet je takvog kondenzatora vrlo velik. Elektrolitski kondenzatori izdrže električni napon do 1 000 V, a kapacitet im je do 1 500 μF.

### Kondenzatori na pritisak
Kapacitet kondenzatora se povećava ako se kondenzatorske ploče približe. Pomoću vijka možemo jednu ploču približiti ili udaljiti od druge.

## Spajanje kondenzatora
Električni kondenzatori se mogu spajati u seriju i paralelno. Pri paralelnom spajanju spoje se međusobno sve plus obloge pojedinih kondenzatora i sve minus obloge. Ukupni električni naboj ovakve kombinacije jednak je zbroju pojedinih kondenzatora, pa je:
{\displaystyle Q=Q_{1}+Q_{2}+\cdots +Q_{n}}
Kako je:
{\displaystyle Q=C\cdot U}  ({\displaystyle Q_{1}=C_{1}\cdot U\,}; {\displaystyle \,Q_{2}=C_{2}\cdot U\,} i tako dalje)
dobivamo:
{\displaystyle C\cdot U=C_{1}\cdot U+C_{2}\cdot U+\cdots +C_{n}\cdot U}
Iz toga izlazi ako cijelu jednadžbu podijelimo s U:
{\displaystyle C_{\mathrm {uk} }=\sum _{i}C_{i}=C_{1}+C_{2}+\cdots +C_{n}}
Pri paralelnom spoju električnih kondenzatora ukupni električni kapacitet kombinacije jednak je zbroju kapaciteta pojedinih kondenzatora.
Pri serijskom spajanju spoji se minus pol jednog kondenzatora s plus polom drugog kondenzatora. Električni naponi koji će vladati između krajeva pojedinih kondenzatora određeni su kapacitetom kondenzatora i veličinom naboja. Zbroj tih pojedinih padova napona mora biti jednak ukupnom električnom naponu U izvora struje, to jest:
{\displaystyle U=U_{1}+U_{2}+\cdots +U_{n}}
kako je:
{\displaystyle U={\frac {Q}{C}}\,}  ({\displaystyle U_{1}={\frac {Q}{C_{1}}}\,;} {\displaystyle U_{2}={\frac {Q}{C_{2}}}\,} i tako dalje)
to je:
{\displaystyle {\frac {Q}{C}}={\frac {Q}{C_{1}}}+{\frac {Q}{C_{2}}}+\cdots +{\frac {Q}{C_{n}}}}
i odatle izlazi:
{\displaystyle {\frac {1}{C_{\mathrm {uk} }}}=\sum _{i}{\frac {1}{C_{i}}}={\frac {1}{C_{1}}}+{\frac {1}{C_{2}}}+\cdots +{\frac {1}{C_{n}}}}
Pri serijskom spajanju kondenzatora zbrajaju se recipročne vrijednosti kapaciteta pojedinih kondenzatora tako da ukupan kapacitet takve kombinacije bude manji od kapaciteta pojedinih kondenzatora. Recipročna vrijednost ukupnog kapaciteta jednaka je zbroju recipročnih vrijednosti pojedinih kapaciteta.
U seriju se spajaju kondenzatori da se smanji električni napon između njihovih ploča. Ako imamo na primjer kondenzatore sa 110 V, a hoćemo ih uključiti na napon od 220 V, treba dva kondenzatora od 110 V spojiti u seriju. 